# Xã South Olga, Quận Cavalier, Bắc Dakota
Xã South Olga (tiếng Anh: South Olga Township) là một xã thuộc quận Cavalier, tiểu bang Bắc Dakota, Hoa Kỳ. Năm 2010, dân số của xã này là 39 người.